# رو شکارچی
رو شکارچی (انگلیسی: Rho Orionis) یک سیستم ستاره‌ای دوتایی با رنگ نارنجی در صورت فلکی شکارچی است. رو شکارچی با چشم غیر مسلح با قدر ظاهری +۴.۴۴ قابل مشاهده است. این ستاره یک جابه‌جایی اختلاف منظر سالانه ۹.۳۲ جرمی را به دلیل حرکت مداری زمین نشان می‌دهد که تخمین فاصله تقریباً ۳۵۰ سال نوری از خورشید را ارائه می‌کند. این ستاره با سرعت شعاعی ۴۰.۵+ کیلومتر بر ثانیه از خورشید دور می‌شود.  حدود ۲.۶ میلیون سال پیش، این ستاره از حضیض خود در فاصله ۱۰ سال نوری (۳.۱ پارسک) گذر کرد.